# Yamaha GX-1
De Yamaha GX-1 is een synthesizerorgel, dat door Yamaha van 1973 tot 1977 werd gemaakt. De GX-1 is een analoge polyfone synthesizer en heeft drie klavieren met een ingebouwde drumcomputer.
De GX-1 diende als prototype voor de latere Yamaha CS-80-synthesizer. Dat model was een veel kleiner en draagbaarder instrument.

## Gebruik
De GX-1 werd door Keith Emerson gebruikt op diverse albums van Emerson, Lake & Palmer, maar ook door John Paul Jones van de band Led Zeppelin en door Benny Andersson op verschillende latere albums van ABBA en op het album dat hij produceerde voor Gemini. Verder is bekend dat Stevie Wonder de GX-1 gebruikte op zijn album Songs in the Key of Life uit 1976. In Nederland werd de GX-1 gebruikt door Rick van der Linden van Ekseption. In 1977 produceerde hij een soloalbum dat geheel op een GX-1 werd gespeeld.